# Lesión traqueobronquial
Una lesión traqueobronquial (LCT) es un daño en el árbol traqueobronquial (la estructura de las vías respiratorias que incluye la tráquea y los bronquios) que puede ser consecuencia de un traumatismo contuso o penetrante en el cuello o el tórax, la inhalación de vapores o humo nocivos, o la aspiración de líquidos u objetos.
Aunque poco frecuente, la LCT es una afección grave; puede causar la obstrucción de las vías respiratorias con la consiguiente insuficiencia respiratoria potencialmente mortal. En aproximadamente la mitad de los casos, la LCT va acompañada de otras lesiones. De las personas con LCT que mueren, la mayoría lo hace antes de recibir atención de emergencia, ya sea por obstrucción de las vías respiratorias, desangramiento o lesiones en otros órganos vitales. Entre los que llegan al hospital, la tasa de mortalidad puede alcanzar el 30%.
Con frecuencia, la lesión traqueobronquial es difícil de diagnosticar y tratar. El diagnóstico precoz es importante para prevenir complicaciones, que incluyen estenosis (estrechamiento) de las vías respiratorias, infección de las vías respiratorias y daños en el tejido pulmonar. El diagnóstico implica procedimientos como la broncoscopia, la radiografía y la tomografía computarizada de rayos X para visualizar el árbol traqueobronquial. Los signos y síntomas varían en función de la localización y gravedad de la lesión; suelen incluir disnea (dificultad para respirar), disfonía (afección en la que la voz puede ser ronca, débil o excesivamente entrecortada), tos y ruidos respiratorios anormales. En un contexto de emergencia, puede recurrirse a la intubación traqueal para garantizar que las vías respiratorias permanezcan abiertas. En casos graves, puede ser necesaria la cirugía para reparar una LCT.

## Signos y síntomas
Los signos y síntomas varían según la parte del árbol traqueobronquial lesionada y la gravedad del daño. No hay signos directos de LCT, pero ciertos signos sugieren la lesión y hacen sospechar al médico que se ha producido. Muchos de los signos y síntomas también están presentes en lesiones con mecanismos de lesión similares, como el neumotórax. La disnea y la dificultad respiratoria se encuentran en el 76-100% de las personas con LCT, y se ha encontrado tos con sangre hasta en el 25%. Sin embargo, la LCT aislada no suele causar hemorragias profusas; si se observa una hemorragia de este tipo, es probable que se deba a otra lesión, como la rotura de un vaso sanguíneo grande.  El paciente puede mostrar disfonía o tener sonidos respiratorios disminuidos, y la respiración rápida es común.  Puede haber tos, y también puede producirse estridor, un sonido respiratorio anormal y agudo que indica obstrucción de las vías respiratorias superiores. 

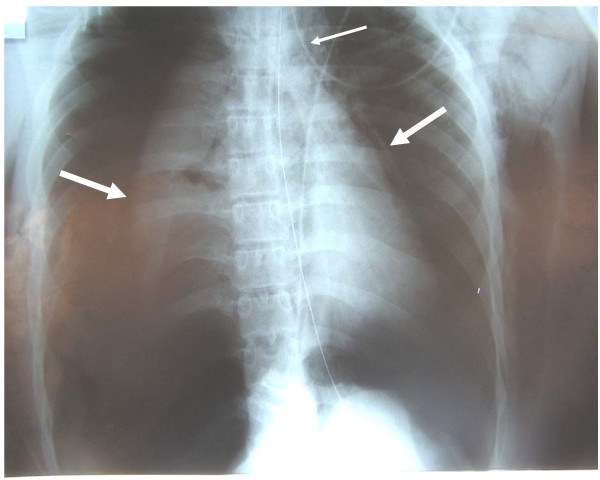
Neumotórax de ambos pulmones (flechas grandes), neumomediastino (flecha pequeña) y enfisema subcutáneo en un paciente con disrupción completa del bronquio derecho. La fuga de aire era continua a pesar de la aspiración.

El daño a las vías respiratorias puede causar enfisema subcutáneo (aire atrapado en el tejido subcutáneo de la piel) en el abdomen, el tórax, el cuello y la cabeza. El enfisema subcutáneo, presente en hasta el 85% de las personas con LCT, es particularmente indicativo de la lesión cuando se produce sólo en el cuello. El aire queda atrapado en la cavidad torácica fuera de los pulmones (neumotórax) en aproximadamente el 70% de las LCT.  Una prueba especialmente contundente de que se ha producido una LCT es que el neumotórax no se resuelva incluso cuando se coloca un tubo torácico para eliminar el aire de la cavidad torácica; esto demuestra que el aire se filtra continuamente a la cavidad torácica desde el lugar del desgarro.  El aire también puede quedar atrapado en el mediastino, el centro de la cavidad torácica (neumomediastino). Si sale aire de una lesión penetrante en el cuello, se puede hacer un diagnóstico definitivo de LCT. El signo de Hamman, un sonido de crepitación que se produce al ritmo de los latidos del corazón, también puede acompañar a la LCT.

## Causas
Las lesiones del árbol traqueobronquial dentro del tórax pueden deberse a fuerzas penetrantes, como heridas de bala, pero son más frecuentes como consecuencia de traumatismos contusos. Las lesiones traqueobronquiales debidas a fuerzas contusas suelen ser consecuencia de impactos de alta energía, como caídas desde altura y accidentes de tráfico; la lesión es poco frecuente en mecanismos de bajo impacto. Las lesiones de la tráquea causan alrededor del 1% de las muertes relacionadas con el tráfico. Otras causas posibles son las caídas desde lugares altos y las lesiones en las que se aplasta el tórax. Las explosiones son otra causa.
Las heridas por arma de fuego son la forma más común de traumatismo penetrante que causa una LCT. Con menor frecuencia, las heridas por arma blanca y la metralla de los accidentes de tráfico también pueden penetrar en las vías respiratorias.  La mayoría de las lesiones de la tráquea ocurren en el cuello, porque las vías respiratorias dentro del tórax son profundas y, por lo tanto, están bien protegidas; sin embargo, hasta una cuarta parte de las LCT resultantes de traumatismos penetrantes ocurren dentro del tórax. La lesión de la tráquea cervical suele afectar la parte anterior (frontal) de la tráquea.
Ciertos procedimientos médicos también pueden lesionar las vías respiratorias; entre ellos, la intubación traqueal, la broncoscopia y la traqueotomía. La parte posterior de la tráquea puede dañarse durante la traqueotomía. La LCT resultante de la intubación traqueal (inserción de un tubo en la tráquea) es poco frecuente y el mecanismo por el que se produce no está claro. Sin embargo, un mecanismo probable implica que un tubo endotraqueal se enganche en un pliegue de la membrana y la desgarre al avanzar hacia abajo por las vías respiratorias. Cuando un tubo endotraqueal desgarra la tráquea, normalmente lo hace en la pared membranosa posterior (trasera).  A diferencia de la LCT que resulta de un traumatismo contuso, la mayoría de las lesiones iatrogénicas de las vías respiratorias implican desgarros longitudinales en la parte posterior de la tráquea o desgarros laterales que separan la parte membranosa de la tráquea del cartílago. La presión excesiva del manguito de un tubo endotraqueal puede reducir el riego sanguíneo a los tejidos de la tráquea, lo que provoca isquemia y puede causar su ulceración, infección y, posteriormente, estrechamiento.
El revestimiento mucoso de la tráquea también puede resultar lesionado por la inhalación de gases calientes o vapores nocivos como el gas cloro, lo que puede provocar edema (hinchazón), necrosis (muerte del tejido), formación de cicatrices y, en última instancia, estenosis. Sin embargo, las lesiones traqueales por inhalación, aspiración de cuerpos extraños y procedimientos médicos son poco frecuentes.

## Mecanismo
Las estructuras del árbol traqueobronquial están bien protegidas, por lo que normalmente se necesita una gran cantidad de fuerza para lesionarlas. En los traumatismos contusos, la LCT suele ser el resultado de una compresión violenta del tórax. La hiperextensión rápida del cuello, que suele producirse en los accidentes de tráfico, también puede lesionar la tráquea, y un traumatismo en el cuello puede aplastar la tráquea contra las vértebras. Una lesión por aplastamiento de la laringe o la tráquea cervical puede producirse en colisiones frontales cuando el cuello está hiperextendido y golpea el volante o el tablero; esto se ha denominado «lesión del tablero». La laringe y la tráquea cervical también pueden lesionarse en colisiones frontales por el cinturón de seguridad.
Aunque no se conoce bien el mecanismo, se cree que la LCT por traumatismo contuso está causada por una combinación de tres posibles mecanismos: aumento de la presión en las vías respiratorias, cizallamiento y desgarro. El primer tipo de lesión, a veces denominada «rotura explosiva», puede producirse cuando el tórax se comprime violentamente, por ejemplo, cuando un conductor golpea el volante en un accidente de tráfico o cuando se aplasta el tórax.  La presión en las vías respiratorias, especialmente en las más grandes (la tráquea y los bronquios), aumenta rápidamente como consecuencia de la compresión, ya que la glotis cierra las vías respiratorias por reflejo. Cuando esta presión supera la elasticidad de los tejidos, éstos estallan; así, la parte membranosa de la tráquea suele verse más afectada por este mecanismo de lesión que las porciones cartilaginosas.
El segundo mecanismo puede producirse cuando el tórax se desacelera bruscamente, como ocurre en los accidentes de tráfico, produciendo una fuerza de cizallamiento. Los pulmones son móviles en la cavidad torácica, pero su movimiento está más restringido cerca del hilio. Las zonas cercanas al cartílago cricoides y la carina están fijadas al cartílago tiroides y al pericardio, respectivamente; por lo tanto, si las vías respiratorias se mueven, pueden desgarrarse en estos puntos de fijación.
El tercer mecanismo se produce cuando el tórax se comprime de delante hacia atrás, lo que hace que se ensanche de lado a lado. Los pulmones se adhieren a la pared torácica debido a la presión negativa existente entre ellos y las membranas pleurales que recubren el interior de la cavidad torácica; así, cuando el tórax se ensancha, se separan. Esto crea tensión en la carina; las vías respiratorias se desgarran si esta fuerza de tracción supera su elasticidad. Este mecanismo puede ser la causa de la lesión cuando se aplasta el tórax. La mayoría de las LCT se deben probablemente a una combinación de estos tres mecanismos.
Cuando se dañan las vías respiratorias, el aire puede escapar de ellas y quedar atrapado en los tejidos circundantes del cuello (enfisema subcutáneo) y el mediastino (neumomediastino); si se acumula allí a presiones suficientemente altas, puede comprimir las vías respiratorias. Las fugas masivas de aire de una vía respiratoria rota también pueden comprometer la circulación al impedir que la sangre regrese al corazón desde la cabeza y la parte inferior del cuerpo; esto causa una reducción potencialmente mortal de la cantidad de sangre que el corazón es capaz de bombear. La sangre y otros fluidos pueden acumularse en las vías respiratorias, y la lesión puede interferir con la permeabilidad de la vía aérea e interferir con su continuidad.  Sin embargo, incluso si la tráquea está completamente seccionada, los tejidos que la rodean pueden mantenerla lo suficientemente unida como para que se produzca un intercambio de aire adecuado, al menos al principio.

### Anatomía

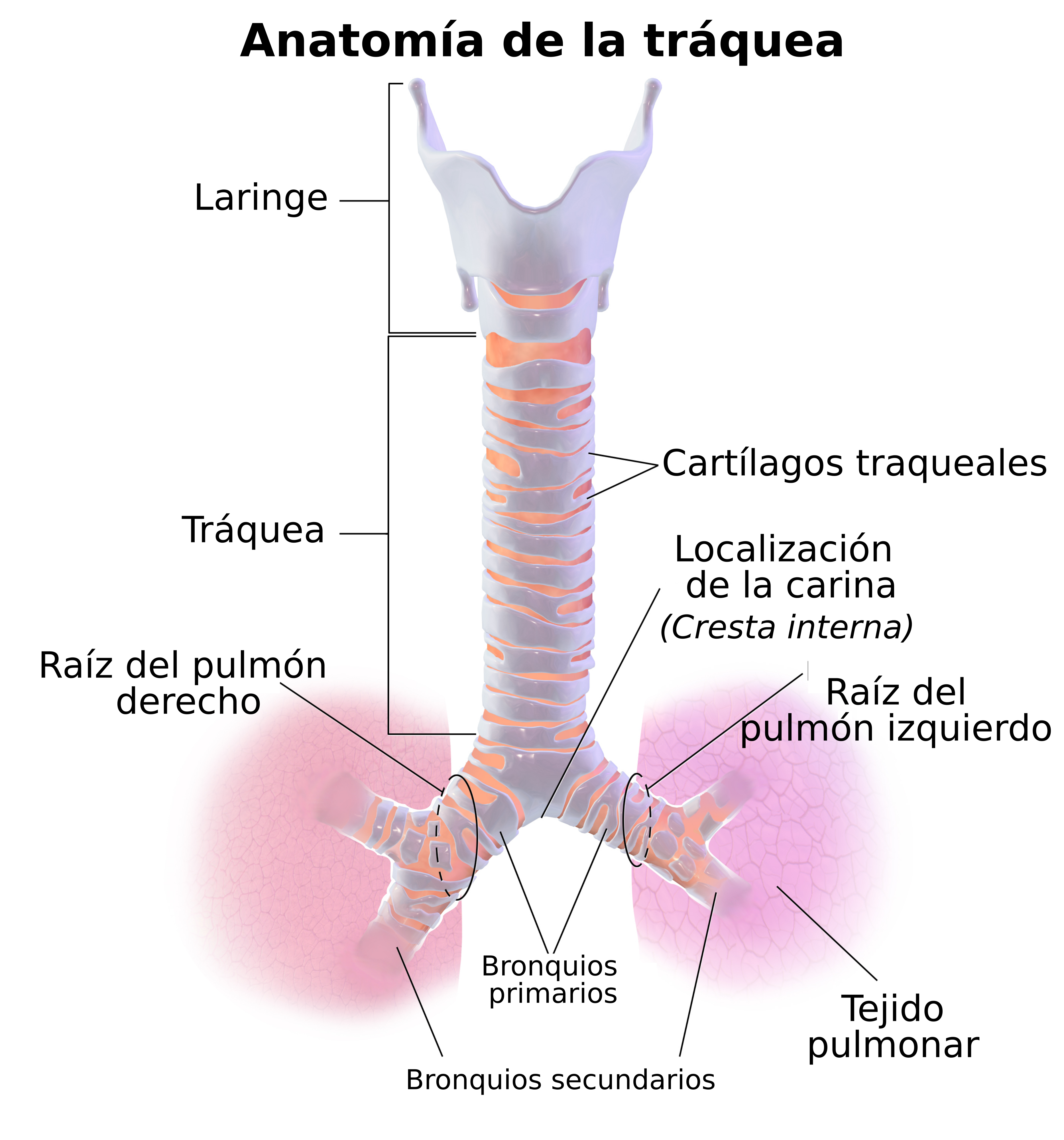
Diagrama de la laringe, la tráquea y los bronquios.

La tráquea y los bronquios forman el árbol traqueobronquial. La tráquea está situada entre el extremo inferior de la laringe y el centro del tórax, donde se divide en los dos bronquios en una cresta denominada carina. La tráquea se estabiliza y se mantiene abierta mediante anillos hechos de cartílago que rodean la parte anterior y los laterales de la estructura; estos anillos no están cerrados y no rodean la parte posterior, que está hecha de membrana. Los bronquios se dividen en ramas más pequeñas y luego en bronquiolos que suministran aire a los alvéolos, los diminutos sacos llenos de aire de los pulmones responsables de absorber el oxígeno. Se puede hacer una división arbitraria entre la tráquea intratorácica y cervical en la entrada torácica, una abertura en la parte superior de la cavidad torácica. Las estructuras anatómicas que rodean y protegen el árbol traqueobronquial incluyen los pulmones, el esófago, los grandes vasos sanguíneos, la caja torácica, la columna torácica y el esternón.  Los niños tienen tráqueas más blandas y árboles traqueobronquiales más elásticos que los adultos; esta elasticidad, que ayuda a proteger las estructuras de lesiones cuando se comprimen, puede contribuir a la menor incidencia de LCT en los niños.

## Diagnóstico

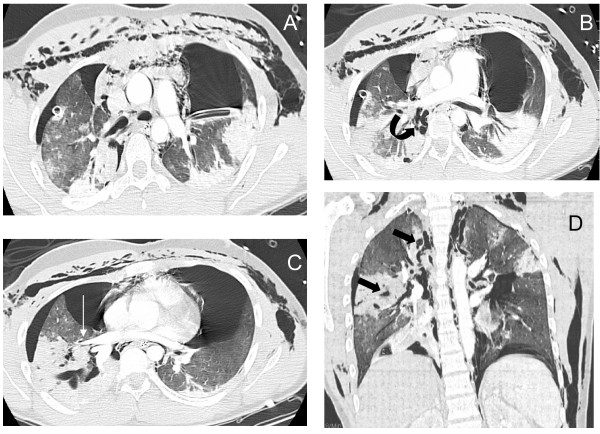
Paciente con disrupción traumática completa del bronquio derecho. Tomografía computarizada tras drenaje urgente con tubo torácico. Cortes axiales de 1,25 mm de espesor con ventana pulmonar. (a) Neumotórax bilateral persistente, neumomediastino y enfisema subcutáneo extenso. (b) Múltiples elucubraciones alrededor del árbol bronquial derecho (flecha curva) que impiden el correcto reconocimiento de la rotura bronquial. (c) Efecto Macklin alrededor de la vena pulmonar inferior derecha (flecha blanca). (d) Vista coronal que muestra múltiples áreas de consolidación alveolar en los lóbulos superior e inferior derechos: lucencias intraparenquimatosas resultantes de laceraciones pulmonares son visibles en el lado derecho (flechas gruesas).

El diagnóstico y el tratamiento rápidos son importantes en la atención de la LCT; si la lesión no se diagnostica poco después de producirse, el riesgo de complicaciones es mayor. La broncoscopia es el método más eficaz para diagnosticar, localizar y determinar la gravedad de la LCT, y suele ser el único método que permite un diagnóstico definitivo. El diagnóstico con un broncoscopio flexible, que permite visualizar directamente la lesión, es la técnica más rápida y fiable. En personas con LCT, la broncoscopia puede revelar que la vía aérea está desgarrada, o que las vías respiratorias están obstruidas por sangre, o que un bronquio se ha colapsado, ocultando de la vista bronquios más distales (inferiores).
La radiografía de tórax es la técnica de imagen inicial usada para diagnosticar la LCT. La radiografía puede no tener ningún signo en un paciente por lo demás asintomático. Las indicaciones de LCT vistas en las radiografías incluyen deformidad en la tráquea o un defecto en la pared traqueal. La radiografía también puede mostrar enfisema cervical, aire en los tejidos del cuello. Las radiografías también pueden mostrar lesiones y signos acompañantes como fracturas y enfisema subcutáneo.  Si se produce un enfisema subcutáneo y el hueso hioides aparece en una radiografía a una altura inusual en la garganta, puede ser un indicio de que la tráquea ha sido seccionada.  También se sospecha de LCT si un tubo endotraqueal aparece en una radiografía fuera de lugar, o si su manguito parece estar más lleno de lo normal o sobresale a través de un desgarro en las vías respiratorias. Si se desgarra un bronquio en toda su extensión, el pulmón puede colapsarse hacia fuera, hacia la pared torácica (en lugar de hacia dentro, como suele ocurrir en el neumotórax), porque pierde la unión al bronquio que normalmente lo mantiene hacia el centro. En una persona tumbada boca arriba, el pulmón se colapsa hacia el diafragma y la espalda. Este signo, descrito en 1969, se denomina signo del pulmón caído y es patognomónico de LCT (es decir, es diagnóstico de LCT porque no se produce en otras afecciones); sin embargo, sólo se produce en raras ocasiones. Hasta en uno de cada cinco casos, las personas con traumatismo contuso y LCT no presentan signos de la lesión en la radiografía de tórax. La TC detecta más del 90% de los TLC resultantes de traumatismo contuso, pero ni la radiografía ni la TC sustituyen a la broncoscopia.
Al menos el 30% de las LCT no se descubren al principio; esta cifra puede llegar al 50%. En aproximadamente el 10% de los casos, la LCT no presenta signos específicos ni clínicamente ni en la radiografía de tórax, y su detección puede complicarse aún más por lesiones concurrentes, ya que la LCT tiende a producirse tras accidentes de alta energía. Pueden pasar semanas o meses antes de que se diagnostique la lesión, aunque ésta se conozca mejor que en el pasado.

### Clasificación
Las lesiones pueden ser transversales, produciéndose entre los anillos de la tráquea, longitudinales o en espiral. Pueden producirse a lo largo de la parte membranosa de la tráquea, de los bronquios principales o de ambos. En el 8% de las rupturas, las lesiones son complejas, se producen en más de una localización, con más de un tipo de lesión o tanto en los bronquios principales como en la tráquea. Los desgarros transversales son más frecuentes que los longitudinales o complejos. La laceración puede transeccionar por completo la vía aérea o puede recorrer sólo parte de ella. Los desgarros parciales que no rodean toda la circunferencia de la vía respiratoria no permiten que una vía respiratoria lacerada se desprenda por completo; los desgarros que rodean toda la vía respiratoria pueden permitir que se produzca la separación. Las laceraciones también se pueden clasificar como completas o incompletas. En una lesión incompleta, una capa de tejido que rodea el bronquio permanece intacta y puede mantener el aire en la vía respiratoria, evitando que se filtre hacia las áreas que rodean las vías respiratorias. Las laceraciones incompletas pueden requerir un examen más minucioso para detectarlas y es posible que no se diagnostiquen de inmediato.
Las lesiones bronquiales se dividen en las que van acompañadas de una disrupción de la pleura y las que no; en las primeras, el aire puede filtrarse por el orificio de la vía aérea y puede formarse un neumotórax. El segundo tipo se asocia a signos más leves; el neumotórax es pequeño si es que se produce, y aunque se pierde función en la parte del pulmón irrigada por el bronquio lesionado, las partes no afectadas de los pulmones pueden ser capaces de compensarlo.
La lesión traqueal más común es un desgarro cerca de la carina o en la pared membranosa de la tráquea. En los traumatismos torácicos contusos, la lesión traqueal se produce a 2,5 cm de la carina en el 40-80% de los casos. La lesión es más común en el bronquio principal derecho que en el izquierdo, posiblemente porque el primero está cerca de las vértebras, que pueden lesionarlo. Además, la aorta y otros tejidos de la parte media del tórax que rodean el bronquio principal izquierdo pueden protegerlo. Otra posibilidad es que las personas con lesiones en el bronquio principal izquierdo tengan más probabilidades de sufrir también otras lesiones mortales y, por tanto, de morir antes de llegar al hospital, lo que hace que sea menos probable incluirlas en los estudios que determinan las tasas de lesiones.

## Prevención
Los ocupantes de vehículos que utilizan cinturones de seguridad tienen una menor incidencia de LCT tras un accidente de tráfico. Sin embargo, si la correa está situada en la parte delantera del cuello (en lugar del pecho), aumenta el riesgo de lesión traqueal. El diseño de los instrumentos médicos puede modificarse para evitar la LCT iatrogénica, y los médicos pueden utilizar técnicas que reduzcan el riesgo de lesión con procedimientos como la traqueotomía.

## Tratamiento

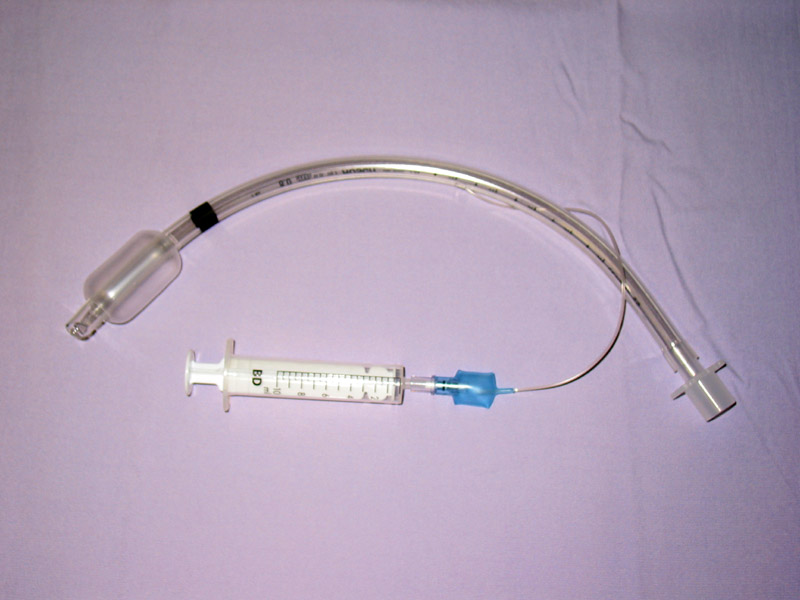
Puede utilizarse un tubo endotraqueal para evitar una interrupción de las vías respiratorias.

El tratamiento de la LCT varía en función de la localización y gravedad de la lesión y de si el paciente está estable o tiene problemas para respirar, pero garantizar que las vías respiratorias estén abiertas para que el paciente pueda respirar es siempre de vital importancia. Garantizar unas vías respiratorias abiertas y una ventilación adecuada puede ser difícil en personas con LCT. La intubación, un método para asegurar las vías respiratorias, puede utilizarse para evitar una interrupción en las vías respiratorias con el fin de enviar aire a los pulmones. Si es necesario, se puede colocar un tubo en el bronquio no lesionado y ventilar un solo pulmón. Si hay una lesión penetrante en el cuello a través de la cual se escapa el aire, se puede intubar la tráquea a través de la herida. Múltiples intentos fallidos de laringoscopia convencional (directa) pueden amenazar la vía aérea, por lo que se pueden emplear técnicas alternativas para visualizar la vía aérea, como la fibrolaringoscopia o la videolaringoscopia, para facilitar la intubación traqueal. Si se lesiona la parte superior de la tráquea, se puede realizar una incisión en la tráquea (traqueotomía) o en la membrana cricotiroidea (cricotirotomía o cricotiroidotomía) para asegurar una vía aérea abierta. Sin embargo, la cricotirotomía puede no ser útil si la tráquea está lacerada por debajo del lugar de la vía aérea artificial. La traqueotomía se utiliza con moderación porque puede causar complicaciones como infecciones y estrechamiento de la tráquea y la laringe.  Cuando es imposible establecer una vía aérea suficiente o cuando se debe realizar una intervención quirúrgica complicada, se puede utilizar la derivación cardiopulmonar: se bombea sangre fuera del cuerpo, se oxigena mediante una máquina y se vuelve a bombear. Si se produce un neumotórax, se puede insertar un tubo torácico en la cavidad pleural para extraer el aire.

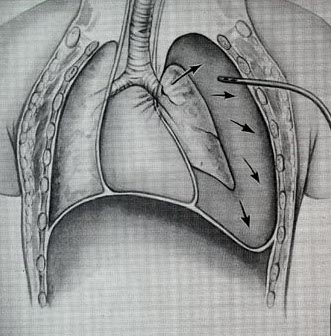
Una laceración del bronquio principal izquierdo, que provoca un neumotórax. Se evacua el aire de la cavidad torácica con un tubo torácico.

Las personas con LCT reciben oxígeno suplementario y pueden necesitar ventilación mecánica. El empleo de ciertas medidas, como la presión positiva al final de la espiración (PEEP) y la ventilación a presiones superiores a las normales, puede ser útil para mantener una oxigenación adecuada. Sin embargo, dichas medidas también pueden aumentar la fuga de aire a través de un desgarro y pueden tensionar las suturas en un desgarro que se ha reparado quirúrgicamente; por lo tanto, se suelen utilizar las presiones más bajas posibles en las vías respiratorias que sigan manteniendo la oxigenación. Se ha informado del uso de ventilación de alta frecuencia. La ventilación mecánica también puede causar barotrauma pulmonar cuando se requiere una presión alta para ventilar los pulmones. Para mejorar la distensibilidad pulmonar (la elasticidad de los pulmones) se emplean técnicas como el aseo pulmonar (eliminación de secreciones), la administración de líquidos y el tratamiento de la neumonía.
Aunque la LCT puede tratarse sin cirugía, la reparación quirúrgica del desgarro se considera estándar en el tratamiento de la mayoría de los LCT. Se requiere si un desgarro interfiere con la ventilación; si se produce mediastinitis (inflamación de los tejidos en la parte media del tórax); o si el enfisema subcutáneo o mediastínico progresa rápidamente; o si la fuga de aire o el neumotórax grande persisten a pesar de la colocación de un tubo torácico.  Otras indicaciones para la cirugía son un desgarro de más de un tercio de la circunferencia de la vía aérea, desgarros con pérdida de tejido y necesidad de ventilación con presión positiva. El tejido dañado alrededor de una rotura (por ejemplo, tejido desgarrado o cicatrizado) puede extirparse para obtener bordes limpios que puedan repararse quirúrgicamente. El desbridamiento del tejido dañado puede acortar la tráquea hasta en un 50%. La reparación de desgarros extensos puede incluir coser un colgajo de tejido tomado de las membranas que rodean el corazón o los pulmones (el pericardio y la pleura, respectivamente) sobre las suturas para protegerlas. Cuando el tejido pulmonar se destruye como resultado de complicaciones de LCT, puede ser necesaria una neumonectomía o lobectomía (extirpación de un pulmón o de un lóbulo, respectivamente). La neumonectomía se evita siempre que sea posible debido a la alta tasa de mortalidad asociada al procedimiento.  La cirugía para reparar un desgarro en el árbol traqueobronquial puede tener éxito incluso cuando se realiza meses después del traumatismo, como puede ocurrir si se retrasa el diagnóstico de la LCT. Cuando se produce una estenosis de las vías respiratorias tras un diagnóstico tardío, la cirugía es similar a la que se realiza tras un diagnóstico precoz: se extirpa la sección estenótica y se repara la vía respiratoria cortada.

## Pronóstico y complicaciones

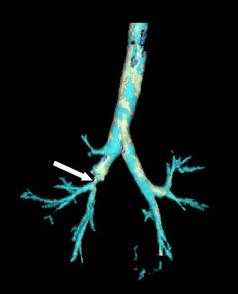
Estenosis bronquial (flecha) dos semanas después de la intervención quirúrgica por una laceración traqueobronquial.

La mayoría de las personas con LCT que mueren lo hacen a los pocos minutos de la lesión, debido a complicaciones como neumotórax e insuficiencia de las vías respiratorias y a otras lesiones que se produjeron al mismo tiempo. La mayoría de las muertes tardías que se producen en LCT se atribuyen a sepsis o al Síndrome de disfunción multiorgánica (SDMO).  Si la afección no se reconoce y trata a tiempo, es más probable que se produzcan complicaciones graves; por ejemplo, la neumonía y las bronquiectasias pueden aparecer como complicaciones tardías. Pueden pasar años antes de que se reconozca la afección. Algunas LCT son tan pequeñas que no tienen manifestaciones clínicas significativas; es posible que nunca se noten o diagnostiquen y que se curen sin intervención.
Si el tejido de granulación crece sobre el sitio lesionado, puede causar estenosis de las vías respiratorias, después de una semana a un mes. El tejido de granulación debe extirparse quirúrgicamente. El diagnóstico tardío de una ruptura bronquial aumenta el riesgo de infección y alarga la estancia hospitalaria.  Las personas con las vías respiratorias estrechadas pueden presentar disnea, tos, sibilancias, infección de las vías respiratorias y dificultad para eliminar las secreciones.  Si el bronquiolo está completamente obstruido, se produce atelectasia: los alvéolos pulmonares se colapsan.  El tejido pulmonar distal a un bronquiolo completamente obstruido no suele infectarse. Debido a que está lleno de moco, este tejido sigue siendo funcional. Cuando se eliminan las secreciones, la parte afectada del pulmón suele ser capaz de funcionar casi con normalidad. Sin embargo, la infección es frecuente en los pulmones distales a un bronquiolo parcialmente obstruido.  El tejido pulmonar infectado distal a una estenosis puede dañarse, y pueden aparecer sibilancias y tos debido al estrechamiento.  Además de la neumonía, la estenosis puede provocar bronquiectasias, en las que los bronquios están dilatados. Incluso después de que una vía respiratoria con una estenosis vuelva a la normalidad, la pérdida de función pulmonar resultante puede ser permanente.
También pueden producirse complicaciones con el tratamiento; por ejemplo, puede formarse un granuloma en el lugar de la sutura. Además, la herida suturada puede desgarrarse de nuevo, como ocurre cuando hay una presión excesiva en las vías respiratorias por la ventilación. Sin embargo, para las personas que se someten a cirugía poco después de la lesión para reparar la lesión, el resultado suele ser bueno; el resultado a largo plazo es bueno para más del 90 % de las personas a las que se les repara quirúrgicamente la LCT al principio del tratamiento. Incluso cuando la cirugía se realiza años después de la lesión, el pronóstico es bueno, con tasas bajas de muerte y discapacidad y buenas posibilidades de preservar la función pulmonar.

## Epidemiología
La rotura de la tráquea o los bronquios es el tipo más común de lesión contusa de las vías respiratorias. Es difícil determinar la incidencia de las LCT: en hasta un 30-80% de los casos, la muerte se produce antes de que la persona llegue a un hospital, y es posible que estas personas no se incluyan en los estudios. Por otra parte, algunas LCT son tan pequeñas que no causan síntomas significativos y, por lo tanto, nunca se notan. Además, a veces la lesión no se asocia con síntomas hasta que aparecen complicaciones más adelante, lo que dificulta aún más la estimación de la verdadera incidencia. Sin embargo, los estudios de autopsia han revelado LCT en el 2,5-3,2% de las personas que murieron tras un traumatismo. De todos los traumatismos de cuello y tórax, incluidas las personas que murieron inmediatamente, se calcula que la LCT se produce en el 0,5-2%. Se calcula que el 0,5% de los pacientes politraumatizados tratados en centros de traumatología presentan LCT. La incidencia se estima en el 2% en traumatismos contusos de tórax y cuello y en el 1-2% en traumatismos penetrantes de tórax. Las lesiones laringotraqueales se producen en el 8% de los pacientes con lesiones penetrantes en el cuello, y la LCT se produce en el 2,8% de las muertes por traumatismo torácico contuso. En las personas con traumatismo contuso que llegan con vida a un hospital, los informes han hallado incidencias del 2,1% y el 5,3%. Otro estudio sobre traumatismo torácico contuso reveló una incidencia de sólo el 0,3%, pero una tasa de mortalidad del 67% (posiblemente debido en parte a lesiones asociadas). La incidencia de traumatismo craneoencefálico iatrogénico (causado por procedimientos médicos) está aumentando, y el riesgo puede ser mayor en mujeres y ancianos. El traumatismo craneoencefálico se produce aproximadamente una vez cada 20.000 veces que se intuba a alguien por la boca, pero cuando la intubación se realiza de urgencia, la incidencia puede llegar al 15%.
La tasa de mortalidad de las personas que llegan con vida a un hospital se estimaba en un 30% en 1966; estimaciones más recientes sitúan esta cifra en un 9%. El número de personas que llegan con vida a un hospital ha aumentado, quizá debido a la mejora de la atención prehospitalaria o a los centros de tratamiento especializados. De las personas que llegan con vida al hospital pero luego mueren, la mayoría lo hace en las dos primeras horas de su llegada. Cuanto antes se diagnostica una LCT, mayor es la tasa de mortalidad; esto se debe probablemente a otras lesiones concomitantes que resultan mortales.
Las lesiones acompañantes a menudo desempeñan un papel clave en el resultado. Las lesiones que pueden acompañar a la LCT incluyen contusión y laceración pulmonar; y fracturas de esternón, costillas y clavículas. La lesión medular, el trauma facial, la rotura aórtica traumática, las lesiones de abdomen, pulmón y cabeza están presentes en un 40-100%. La lesión acompañante más común es la perforación o rotura esofágica (conocida como síndrome de Boerhaave), que se produce hasta en el 43% de las lesiones penetrantes en el cuello que causan lesión traqueal.

## Historia
A lo largo de la mayor parte de la historia, se pensó que la tasa de mortalidad de la LCT era del 100%. Sin embargo, en 1871 se observó una LCT curada en un pato que había muerto a manos de un cazador, demostrando así que se podía sobrevivir a la lesión, al menos en sentido general. Este informe, realizado por Winslow, fue el primer registro en la literatura médica de una lesión bronquial. En 1873, Seuvre realizó uno de los primeros informes de LCT en la literatura médica: una mujer de 74 años cuyo pecho había sido aplastado por una rueda de carreta presentaba en la autopsia una avulsión del bronquio derecho. Se desconocía la supervivencia a largo plazo de la lesión en humanos hasta que se informó de una persona que sobrevivió en 1927. En 1931, un informe realizado por Nissen describió la extirpación con éxito de un pulmón en una niña de 12 años que había sufrido un estrechamiento del bronquio debido a la lesión.  La reparación de la LCT probablemente se intentó por primera vez en 1945, cuando se produjo el primer caso documentado de sutura con éxito de un bronquio lacerado. Antes de 1950, la tasa de mortalidad era del 36%; había descendido al 9% en 2001; esta mejora se debió probablemente a las mejoras en los tratamientos y las técnicas quirúrgicas, incluidas las de las lesiones comúnmente asociadas a la LCT.